# Traslación (reliquia)

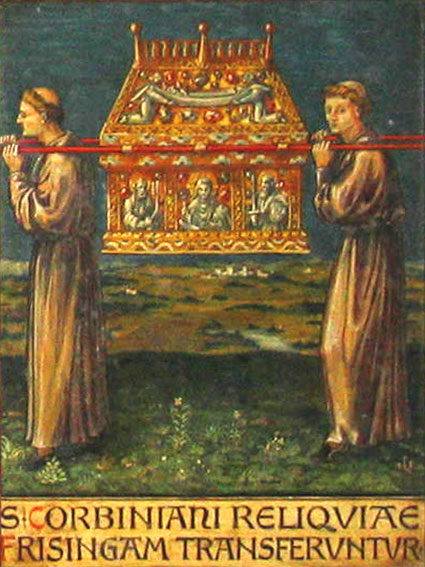
Representación de las reliquias de San Corbiniano trasladadas a Freising desde Merano. De un panel en la cripta de la catedral de Freising.

En el cristianismo, la traslación de reliquias es el traslado de objetos sagrados de una localidad a otra (generalmente una ubicación de mayor estatus); por lo general, solo el movimiento de los restos del cuerpo del santo se trataría de manera tan formal, con reliquias secundarias, como prendas de vestir, tratadas con menos ceremonia. Las traslaciones pueden ir acompañadas de muchos actos, incluidas vigilias y procesiones nocturnas, que a menudo involucran a comunidades enteras.
La traslación solemne (en latín, translatio) de las reliquias no se trata como el reconocimiento externo de la santidad. Más bien, los milagros confirmaron la santidad de un santo, como lo demuestra el hecho de que cuando, en el siglo XII, el papado intentó hacer de la santificación un proceso oficial; Se escribieron muchas colecciones de milagros con la esperanza de proporcionar una prueba del estado del santo en cuestión. En la Alta Edad Media, sin embargo, la traslación solemne marcó el momento en el que, habiendo sido reconocidos los milagros del santo, la reliquia fue trasladada por un obispo o abad a una posición prominente dentro de la iglesia. Entonces se permitió la veneración local. Este proceso se conoce como canonización local.
La fecha de la traslación de las reliquias de un santo se celebró como un día festivo por derecho propio. Por ejemplo, el 27 de enero se celebra la traslación de las reliquias de San Juan Crisóstomo desde la aldea armenia de Comana (donde murió en el exilio en 407) a Constantinopla. Sin embargo, los días festivos más celebrados son los dies natales (el día en que murió el santo, no la idea moderna de cumpleaños).
Las reliquias a veces viajaban muy lejos. Las reliquias de San Thyrsus en Sozopolis, Pisidia, en Asia Menor, fueron llevadas a Constantinopla y luego a España. Su culto se hizo popular en la península ibérica, donde se le conoce como San Tirso o Santo Tirso.  Algunas de sus reliquias fueron llevadas a Francia : Thyrsus es, por tanto, el santo titular de la catedral de Sisteron en Basses Alpes, la Cathédrale Notre Dame et Saint Thyrse. Thyrsus es, por tanto, el santo patrón de Sisteron. Liborius de Le Mans se convirtió en patrón de Paderborn, en Alemania, después de que sus reliquias fueran trasladadas allí en 836.

## Historia
En la iglesia primitiva, la perturbación, y mucho menos la división, de los restos de los mártires y otros santos, no era motivo de preocupación ni interés, y mucho menos se practicaba. Se asumió que permanecerían permanentemente en sus lugares de descanso a menudo no identificados en los cementerios y las catacumbas de Roma (pero siempre fuera de los muros de la ciudad, continuando un tabú pagano). Luego, comenzaron a construirse martirios sobre el lugar del entierro de los santos. Llegó a considerarse beneficioso para el alma ser enterrado cerca de los restos santos y, como tal, se construyeron varias grandes "salas funerarias" sobre los sitios de las tumbas de los mártires, siendo el ejemplo principal la antigua basílica de San Pedro.

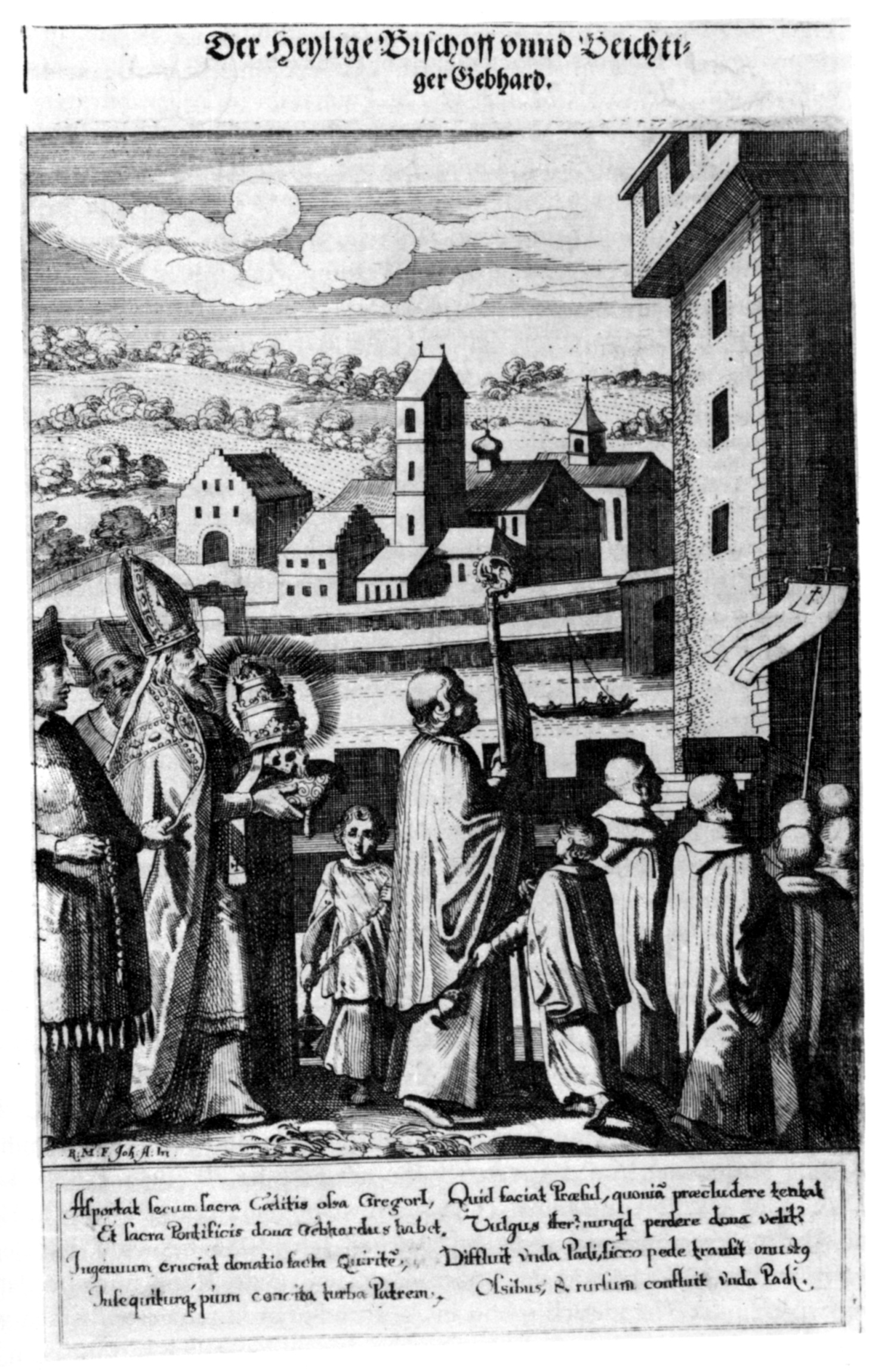
Traslación de las reliquias de San Gregorio al monasterio de Petershausen.

La primera remoción registrada de restos santos fue la de San Babylas en Antioquía en 354. Sin embargo, en parte quizás porque Constantinopla carecía de las muchas tumbas santas de Roma, las traslaciones pronto se hicieron comunes en el Imperio de Oriente, aunque todavía estaba prohibida en Occidente. La capital oriental pudo adquirir los restos de los santos Timoteo, Andrés y Lucas.   También comenzó la división de cuerpos; el teólogo del siglo V Theodoretus declarando que "la gracia permanece íntegra con cada parte". Una losa del altar fechada en 357, encontrada en el norte de África pero ahora en el Louvre, registra el depósito debajo de ella de reliquias de varios santos prominentes.
Las reliquias no anatómicas, sobre todo la de la Verdadera Cruz, se dividieron y distribuyeron ampliamente a partir del siglo IV. En Occidente, un decreto de Teodosio I solo permitió la traslación de un sarcófago completo con su contenido, pero los trastornos de las invasiones bárbaras relajaron las reglas, ya que los restos debían ser reubicados en lugares más seguros.
En el siglo IV, Basilio el Grande pidió al gobernante de Escitia Menor, Junius Soranus (Saran), que le enviara las reliquias de los santos de esa región. Saran le envió las reliquias de Sabbas el Gótico en Cesarea, Capadocia, en 373 o 374 acompañadas de una carta, la "Epístola de la Iglesia de Dios en Gothia a la Iglesia de Dios ubicada en Capadocia y a todas las Iglesias locales de la Santa Iglesia Universal ".  El envío de las reliquias de Sabbas y la redacción de la carta real se han atribuido a Bretannio. Esta carta es la escritura más antigua conocida que se compuso en suelo rumano y fue escrita en griego. 
La propagación de reliquias por toda Europa desde el siglo VIII en adelante se explica por el hecho de que después de 787, todas las nuevas iglesias cristianas tenían que poseer una reliquia antes de poder consagrarse adecuadamente. Las nuevas iglesias, situadas en áreas recién convertidas al cristianismo, necesitaban reliquias y esto alentó la traslación de reliquias a lugares lejanos. Las reliquias se convirtieron en objetos de colección, y poseerlas se convirtió en un símbolo de prestigio para las ciudades, reinos y monarcas.  reliquias también eran deseables ya que generaban ingresos de los peregrinos que viajaban para venerarlas. Según una leyenda sobre San Paterniano, los habitantes de Fano compitieron con los de Cervia por la posesión de sus reliquias. Cervia se quedaría con un dedo, mientras que Fano poseería el resto de las reliquias del santo. 
La traslación de reliquias fue un evento solemne e importante. En 1261, las reliquias de Luciano de Beauvais y sus dos compañeros fueron colocadas en un nuevo relicario por Guillermo de Grès (Guillaume de Grès), el obispo de Beauvais. La traslación tuvo lugar en presencia de San Luis IX, rey de Francia, y Teobaldo II, rey de Navarra, así como de gran parte de la nobleza francesa. El recuerdo de esta traslación se celebró anteriormente en la abadía de Beauvais como la fiesta de los Santos del Cuerpo. 

El 14 de febrero de 1277, mientras se trabajaba en la iglesia de San Juan Bautista (Johanniterkirche) en Colonia, se descubrió el cuerpo de Santa Cordula, una de las compañeras de Santa Úrsula. Se encontró que sus reliquias eran fragantes y en la frente de la santa misma estaban escritas las palabras "Cordula, Reina y Virgen".

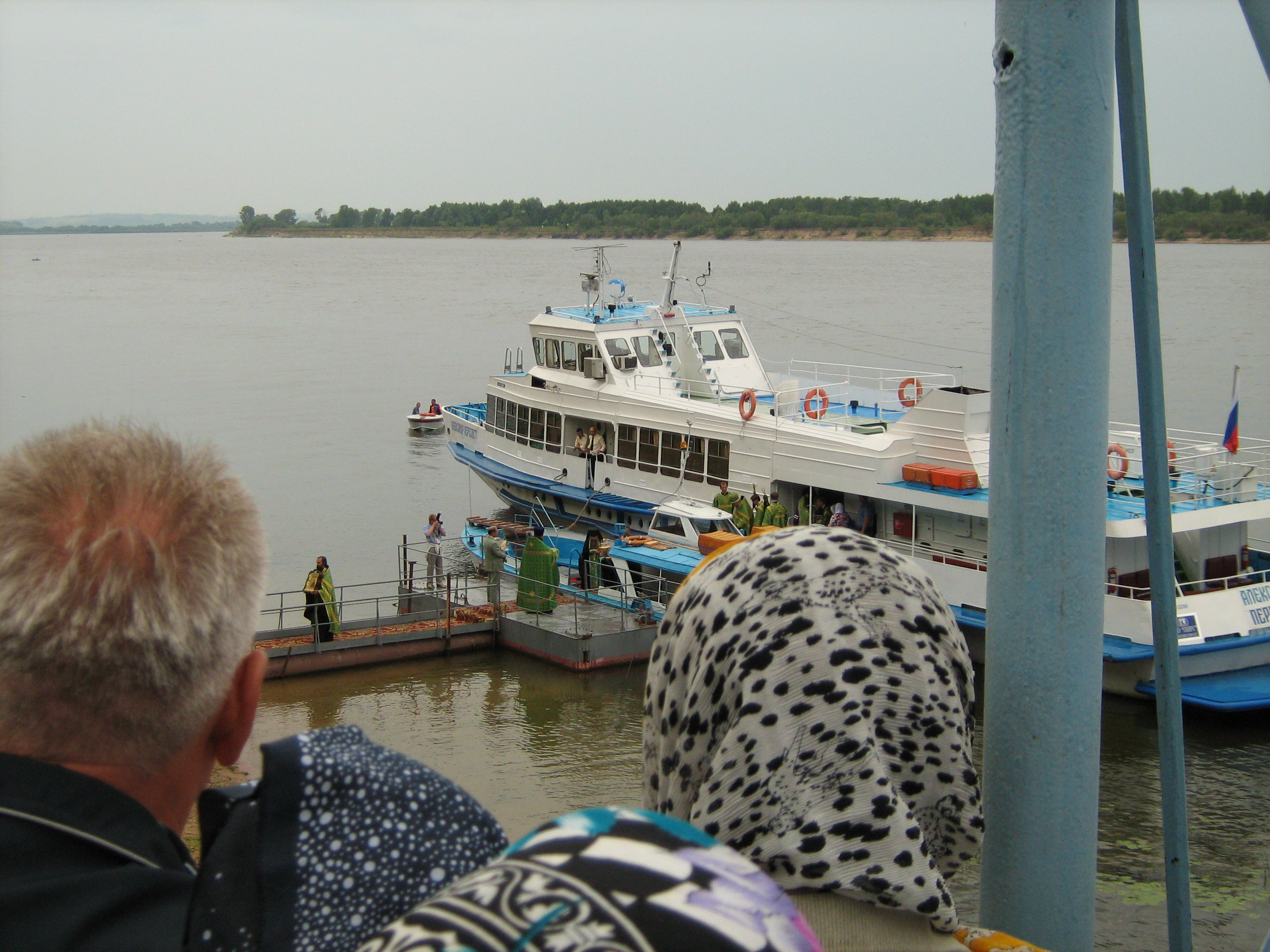
El Honorable Jefe del Venerable Macario (en el relicario de oro en poder del Arzobispo Georgy de Nizhny Novgorod y Arzamas) visita la ciudad de Kstovo durante su traslación del Monasterio de la Ascensión Pechersky de Nizhny Novgorod al Monasterio de Makaryev

Algunas reliquias fueron trasladadas de un lugar a otro, azotadas por las mareas de guerras y conflictos. Las reliquias de Santa Leocadia fueron trasladadas de Toledo a Oviedo durante el reinado de Abd ar-Rahman II, y de Oviedo fueron trasladadas a Saint-Ghislain (en la actual Bélgica). Sus reliquias fueron veneradas allí por Felipe el Hermoso y Juana de Castilla, quienes recuperaron para Toledo una tibia de la santa. Fernando Álvarez de Toledo, 3er duque de Alba intentó sin éxito rescatar el resto de sus reliquias.  Finalmente, un jesuita español, después de muchos viajes, llevó el resto de las reliquias del santo a Roma en 1586. Desde Roma fueron llevados a Valencia por mar y luego finalmente llevados a Toledo desde Cuenca. Felipe II de España presidió una ceremonia solemne para conmemorar la traslación final de sus reliquias a Toledo, en abril de 1587. 
Las reliquias de Idesbald fueron trasladadas de su lugar de descanso en la abadía de Ten Duinen después de que los Geuzen ("mendigos del mar") saquearan la abadía en 1577; sus reliquias fueron trasladadas nuevamente a Brujas en 1796 para evitar que las tropas revolucionarias las destruyeran.
La traslación de las reliquias continuó hasta los tiempos modernos. El 4 de diciembre de 1796, como resultado de la Revolución Francesa, las reliquias de San Lutgardis fueron llevadas a Ittre desde Awirs. Sus reliquias permanecen en Ittre.

## Traslaciones notables

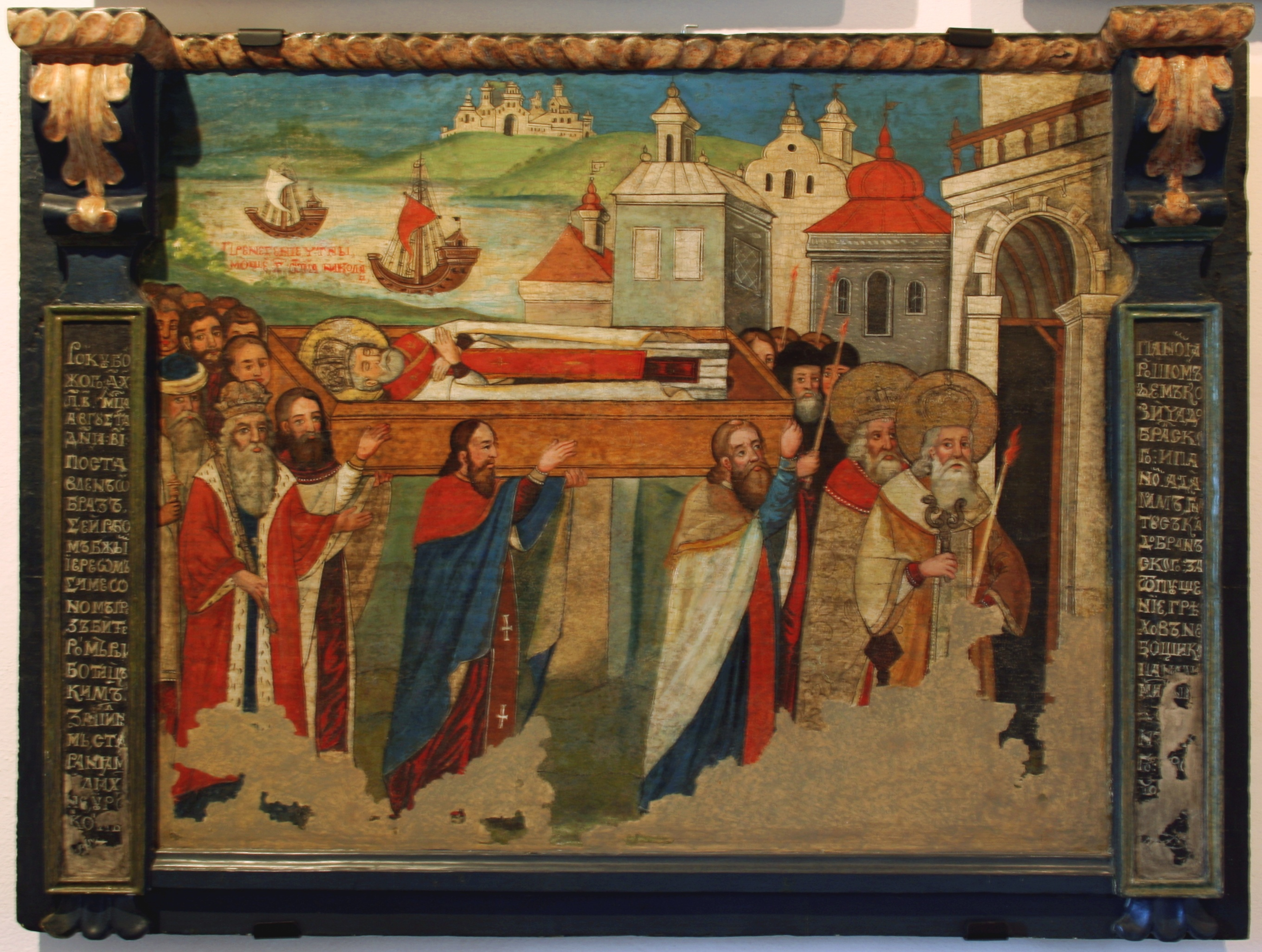
Icono del siglo XVII de la Traslación de las Reliquias de San Nicolás de Myra, desde Myra en Asia Menor hasta Bari, Italia en 1087 (Museo Histórico de Sanok, Polonia).

Entre las traslaciones más famosas se encuentra la de San Benito de Nursia, autor de la "Regula S. Benedicti ", de Cassino a Fleury, que Adrevald ha conmemorado. En Inglaterra, los largos viajes de los restos de St Cuthbert para escapar de los vikingos, y luego su trato menos respetuoso después de la Reforma inglesa, han sido muy estudiados, ya que su ataúd, libro del evangelio y otros artículos enterrados con él ahora son representantes muy raros. del arte anglosajón. Algunas traslaciones muy conocidas de reliquias incluyen la traslación del cuerpo de San Nicolás de Myra en Asia Menor a Bari, Italia en 1087. Los comerciantes de Bari visitaron las reliquias de San Nicolás en 1087 después de descubrir su lugar de descanso de los monjes que las custodiaban. Según un relato, los monjes mostraron el lugar de descanso, pero luego sospecharon de inmediato: "¿Por qué ustedes, hombres, hacen tal petición? ¿No habías planeado llevarte los restos del santo santo de aquí? ¿No tiene la intención de trasladarlo a su propia región? Si ese es su propósito, entonces déjele saber claramente que parlamenta con hombres inflexibles, incluso si eso significa nuestra muerte ". Los comerciantes probaron diferentes tácticas, incluida la fuerza, y lograron apoderarse de las reliquias. Un cronista anónimo escribe sobre lo que sucedió cuando los habitantes de Myra se enteraron:
El profesor Nevzat Cevik, director de excavaciones arqueológicas en Demre (Myra), recomendó recientemente que el gobierno turco solicite la repatriación de las reliquias de San Nicolás, alegando que siempre había sido la intención del santo ser enterrado en Myra. Los venecianos, que también afirmaban tener algunas partes de San Nicolás, tenían otra historia: los venecianos llevaron los restos a Venecia, pero en el camino dejaron un brazo de San Nicolás en Bari (El Códice Morosini 49A).

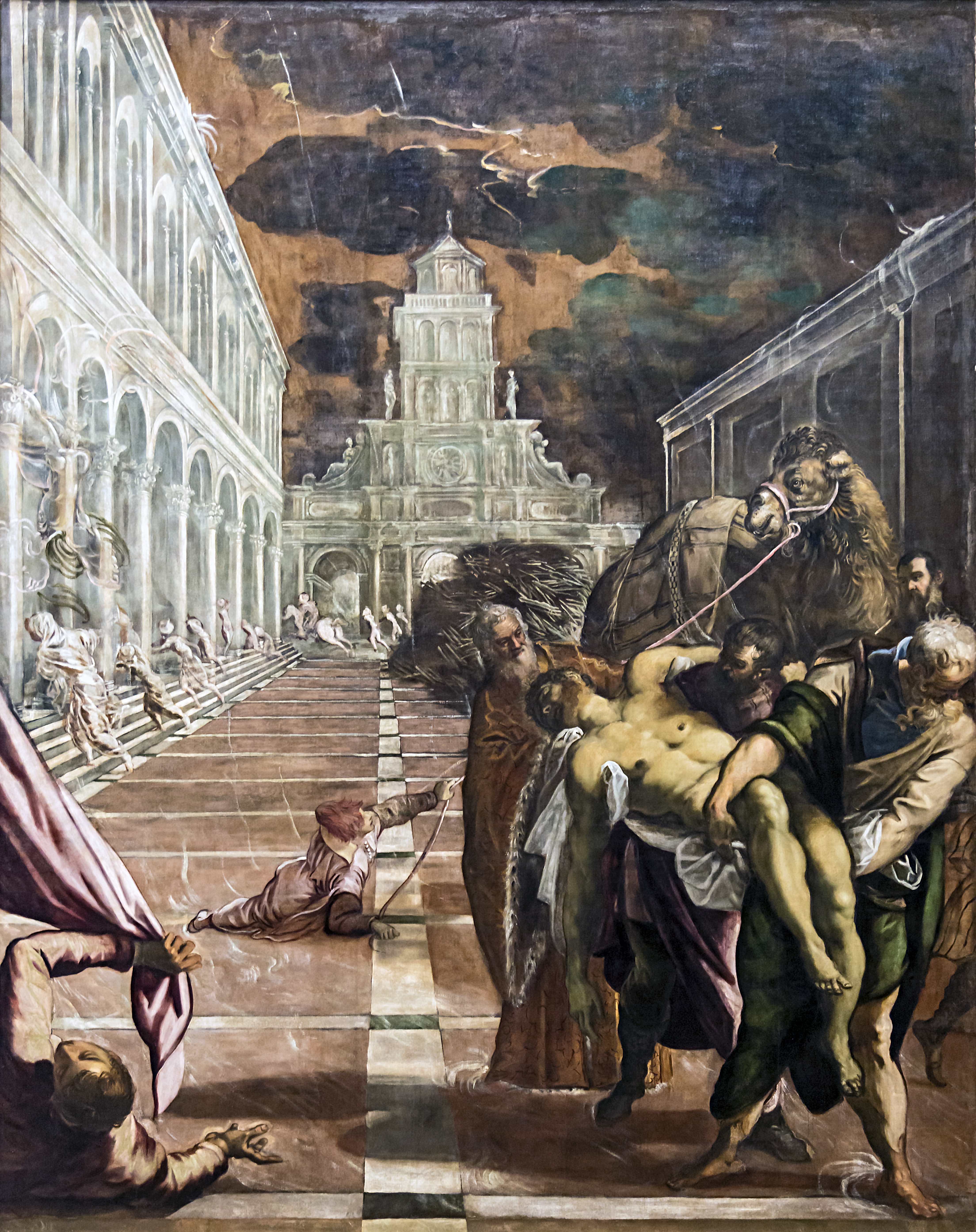
Representación de Jacopo Tintoretto de la traslación secreta de las reliquias de San Marcos.

En 828, los comerciantes venecianos adquirieron las supuestas reliquias de San Marcos Evangelista de Alejandría, Egipto. Estos se encuentran en la Basílica de San Marcos; en 1968, se donó un pequeño fragmento de hueso a la Iglesia Copta de Alejandría.

## En tiempos recientes
Un ejemplo famoso y reciente es el regreso de las reliquias de Juan Crisóstomo y Gregorio de Nacianceno a la Sede de Constantinopla (Iglesia Ortodoxa Griega) por el Papa Juan Pablo II en noviembre de 2004. Otro ejemplo moderno es la exhumación, exhibición y entierro de las reliquias del Padre Pío en 2008-2009. 
1. ↑  Eric Waldram Kemp, Canonization and Authority in the Western Church, Oxford, 1948.
2. ↑  The Translation of the Relics of St. John Chrysostom
3. ↑  «Copia archivada». Archivado desde el original el 7 de agosto de 2014. Consultado el 6 de enero de 2021.
4. ↑  http://www.sisteron-tourisme.fr/visiterlacathedraledesisteron.html
5. ↑  «Saints of July 23». Archivado desde el original el 23 de enero de 2012. Consultado el 6 de enero de 2021.
6. ↑  Eduard Syndicus, Early Christian Art, p. 73, Burns & Oates, London, 1962; Catholic Encyclopedia (1913) on the Louvre slab and True Cross.
7. ↑  «êque». Archivado desde el original el 4 de diciembre de 2007. Consultado el 6 de enero de 2021.
8. ↑  Joachim Sighart, Albert the Great (R. Washbourne, 1876), 360.
9. ↑  Beato Idesbaldo delle Dune
10. ↑  Santa Lutgarda
11. ↑  «Medieval Sourcebook: The Translation of Saint Nicholas». Archivado desde el original el 10 de enero de 2010. Consultado el 6 de enero de 2021.
12. ↑  isti
13. ↑  Report by the Ecumenical Patriarchate
14. ↑  Ecumenical celebration at the Office for Christian Unity

## Otras lecturas
- Patrick J. Geary, Furta Sacra, Princeton University Press, 1975.
- Eric W. Kemp, Canonización y autoridad en la Iglesia occidental, Oxford University Press, 1948.